# Três Barras
Três Barras is een gemeente in de Braziliaanse deelstaat Santa Catarina. De gemeente telt 18.708 inwoners (schatting 2009).

## Aangrenzende gemeenten
De gemeente grenst aan Canoinhas, Mafra, Major Vieira, Papanduva, Antônio Olinto (PR) en São Mateus do Sul (PR).